# György Konrád
György Konrád (2. dubna 1933, Berettyóújfalu, nedaleko Debrecína, Maďarsko – 13. září 2019, Budapešť) byl maďarský spisovatel.

## Životopis

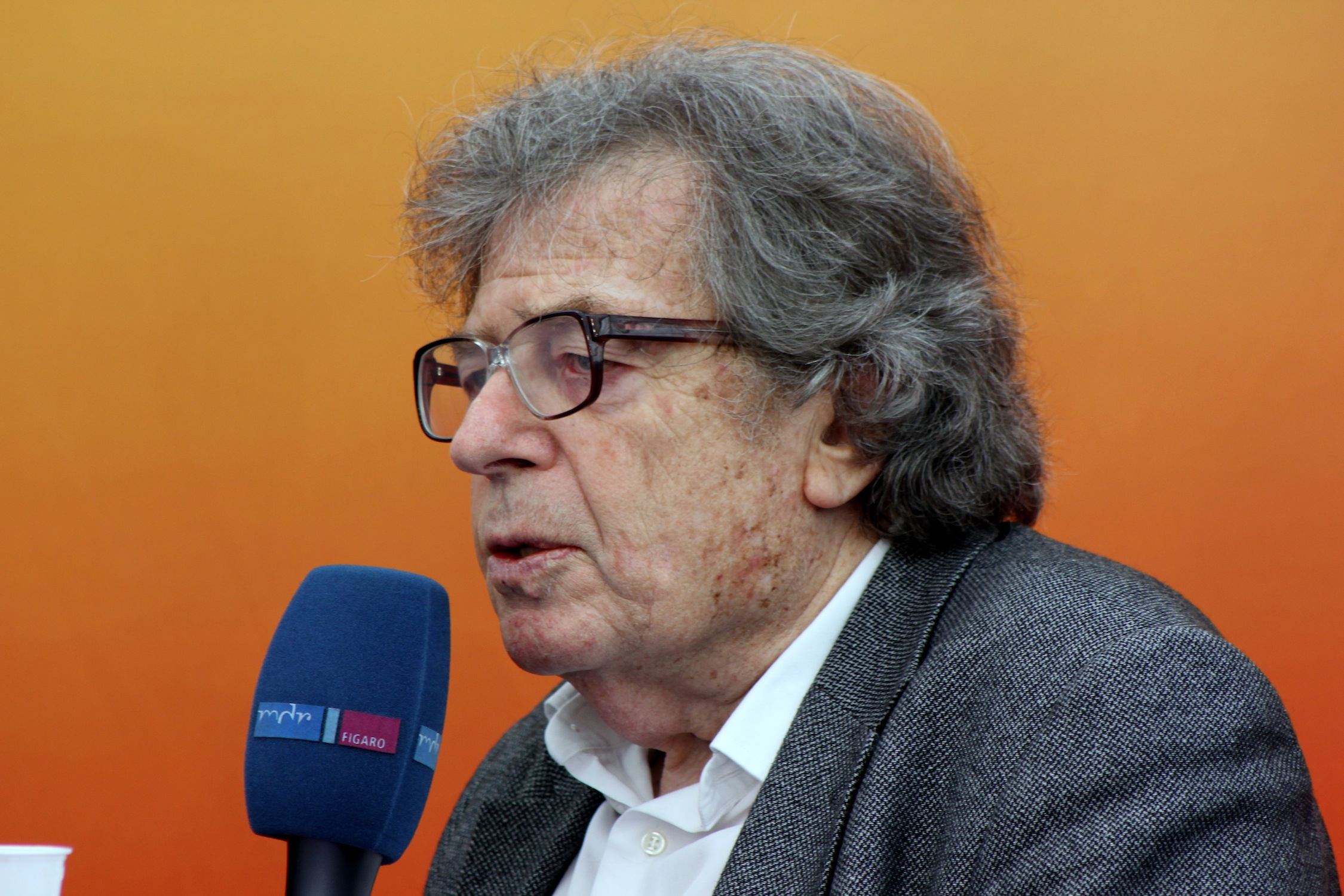
György Konrád (2013)

Koncem druhé světové války utekl společně se svými sourozenci z rodného kraje do Budapešti, kde se ukrývali před nacisty, aby se vyhnuli deportaci do Osvětimi, byli totiž ze židovské rodiny.
Po válce studoval maďarštinu a graduoval v roce 1956. V tomtéž roce probíhalo v Maďarsku protikomunistické povstání a on vstoupil do národní gardy. Po porážce povstání se věnoval práci na poli sociologie. V roce 1969 vyšel jeho první román Kurátor. Později se dostal do konfliktu se státní mocí publikováním kritické filozofické studie Cesta inteligence k třídní moci (1974). Po uveřejnění románu Zakladatel města (1977) mu bylo v Maďarsku zakázáno publikovat, stáhl se tedy z veřejnosti, cestoval a jeho román Spoluviník vyšel v Maďarsku jen v samizdatu. V roce 1988 se podílel na založení politické strany Svaz svobodných demokratů. Po porážce komunismu vydal román Kamenné hodiny (1994). Mezi lety 1990–1993 byl prezidentem Mezinárodního PEN klubu. V letech 1993–1997 pracoval jako prezident Akademie umění v Berlíně. Byl dekorován mnoha cenami za literaturu a boj za lidská práva.

## Dílo v českém a slovenském jazyce
- KONRÁD, György. Spoluviník. [s.l.]: Index, 1985. 330 s.
- KONRÁD, György. Hon a útěk: výběr esejů z let 1989-1994. [s.l.]: Kalligram, 1995. 326 s. ISBN 80-7149-090-3. (slovensky)
- KONRÁD, György. Masky sa vracajú : výber z esejí. [s.l.]: Kalligram, 1995. 224 s. ISBN 80-7149-057-1. (slovensky)
- KONRÁD, György. Kurátor / Zakladatel města. [s.l.]: Doplněk, 1996. 272 s. ISBN 80-85765-68-3.
- KONRÁD, György. Paměti: Odjezd a návrat. Nahoře pod zatmělým sluncem. [s.l.]: Academia, 2018. 516 s. ISBN 978-80-200-2820-4.